# Pointe-Claire (district électoral)
Pour les articles homonymes, voir Pointe-Claire.
Pointe-Claire est une ancienne circonscription électorale québécoise, située sur l'île de Montréal. La circonscription n'eut que deux députés dans son histoire.

## Historique
Précédée de : Jacques-Cartier et de Robert-Baldwin
Suivie de : Nelligan

## Liste des députés
| Législature                                                  | Années    | Député | Député             | Parti           |
| ------------------------------------------------------------ | --------- | ------ | ------------------ | --------------- |
| Pointe-Claire Créée depuis Jacques-Cartier et Robert-Baldwin |           |        |                    |                 |
| 30e                                                          | 1973–1976 |        | Arthur-Ewen Séguin | Libéral         |
| 31e                                                          | 1976–1978 |        | William Shaw       | Union nationale |
| 31e                                                          | 1978–1981 |        | William Shaw       | Indépendant     |
| Dissoute dans Nelligan                                       |           |        |                    |                 |